# Yelverton
Yelverton es una villa ubicada en el extremo sudoeste de Dartmoor, Devon, en Inglaterra (Reino Unido). Tiene una población estimada, a mediados de 2019, de 3,750 habitantes.

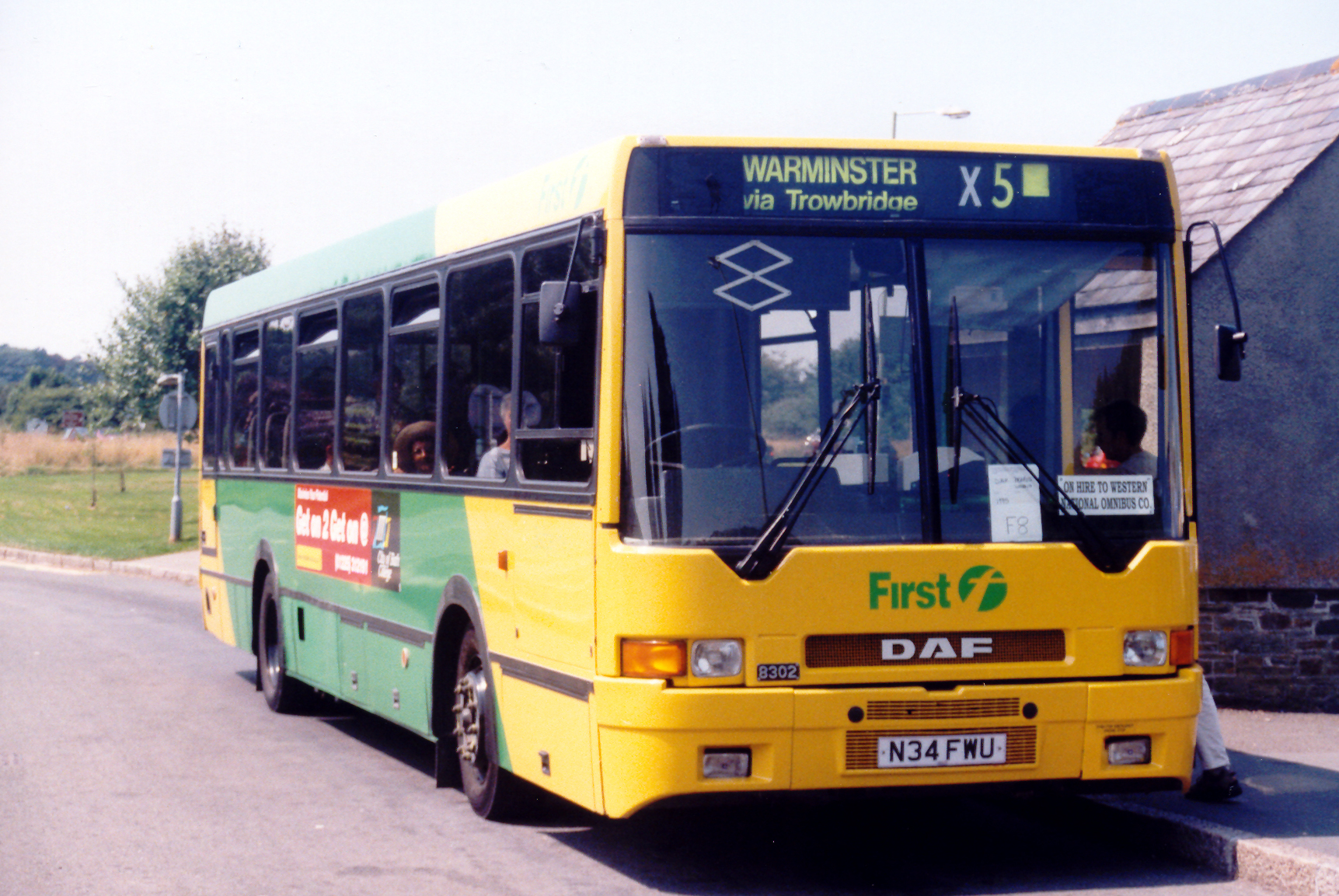
Servicio de transporte público en Yelverton

Cuando la estación ferroviaria del pueblo, en la línea Great Western Railway (GWR) de Plymouth a Tavistock, se inauguró en el siglo XIX, la aldea se convirtió en una residencia popular para los trabajadores de Plymouth. El ferrocarril ahora está cerrado, pero el ferrocarril Plym Valley ha reabierto una parte del recorrido.
Yelverton es conocido por la Roborough Rock, una prominente masa de piedra próxima a la carretera a Plymouth, cerca del extremo sur del aeródromo. Le dio su nombre al Rock Hotel, construido como una granja durante el período isabelino, pero se adecuó en la década de 1850 para atender el creciente turismo en la zona. El área al sur y al oeste de la rotonda en el centro del pueblo se estableció a finales de la época victoriana y eduardiana, con muchas edificaciones grandes y opulentas. Un área desarrollada casi al mismo tiempo en un terreno de forma extraña al sur de la carretera de Tavistock se conoce como Leg o 'Mutton Corner.
Al comienzo de la Segunda Guerra Mundial, se construyó un campo de aviación (RAF Harrowbeer) en la localidad adyacente de Harrowbeer como estación de combate para la defensa aérea de Devonport Dockyard y Western Approaches. En una terraza de casas del siglo XIX, ahora convertidas en tiendas, fue necesario remover los pisos superiores para proporcionar un acercamiento más fácil. Un edificio alto que no fue alterado fue la Iglesia de San Pablo, pero la torre fue golpeada por un avión, lo que provocó que se encendiera una alarma. La disposición de las pistas sigue siendo muy clara y, aunque están completamente cubiertas de hierba, los muchos búnkeres protectores de tierra y ladrillo, construidos para proteger a los cazas del ataque al suelo, todavía están en su lugar. Algunos aviadores estadounidenses y unidades de baterías antiaéreas estuvieron estacionadas aquí durante la segunda mitad de la guerra. Un avión que transportaba al presidente Roosevelt aterrizó aquí cuando su destino original había sido afectado por la niebla.

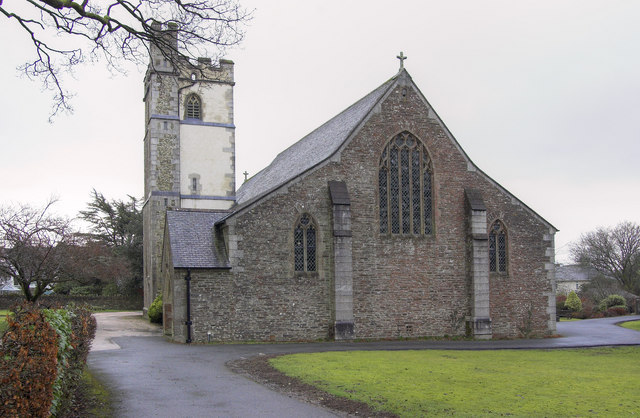
Iglesia de San Pablo en Yelverton

Al sur de la aldea está el Langton Park, donde está ubicada la sede del Yelverton Bohemians Cricket Club, y a unos 0,5 km al sur está el Moorland Garden Hotel, que opera con los deportistas que llegan al Yelverton Golf Club. Hay varios bed and breakfasts en Yelverton, que atienden a muchos caminantes y visitantes de las propiedades consideradas patrimonio nacional por el National Trust en el área.
Seth Lakeman, nominado al Premio Mercury, proviene de Yelverton.
La ex estrella de Sadlers Wells Ballet, Maureen Bruce, vive en Yelverton.
La actual Residencia Ravenscroft fue construida como una casa privada, pero en la década de 1930 se convirtió en la Escuela Ravenscroft y durante la Segunda Guerra Mundial fue el comedor de los oficiales de la Real Fuerza Aérea Británica del aeródromo de Harrowbeer.